# 欧阳予倩大剧院

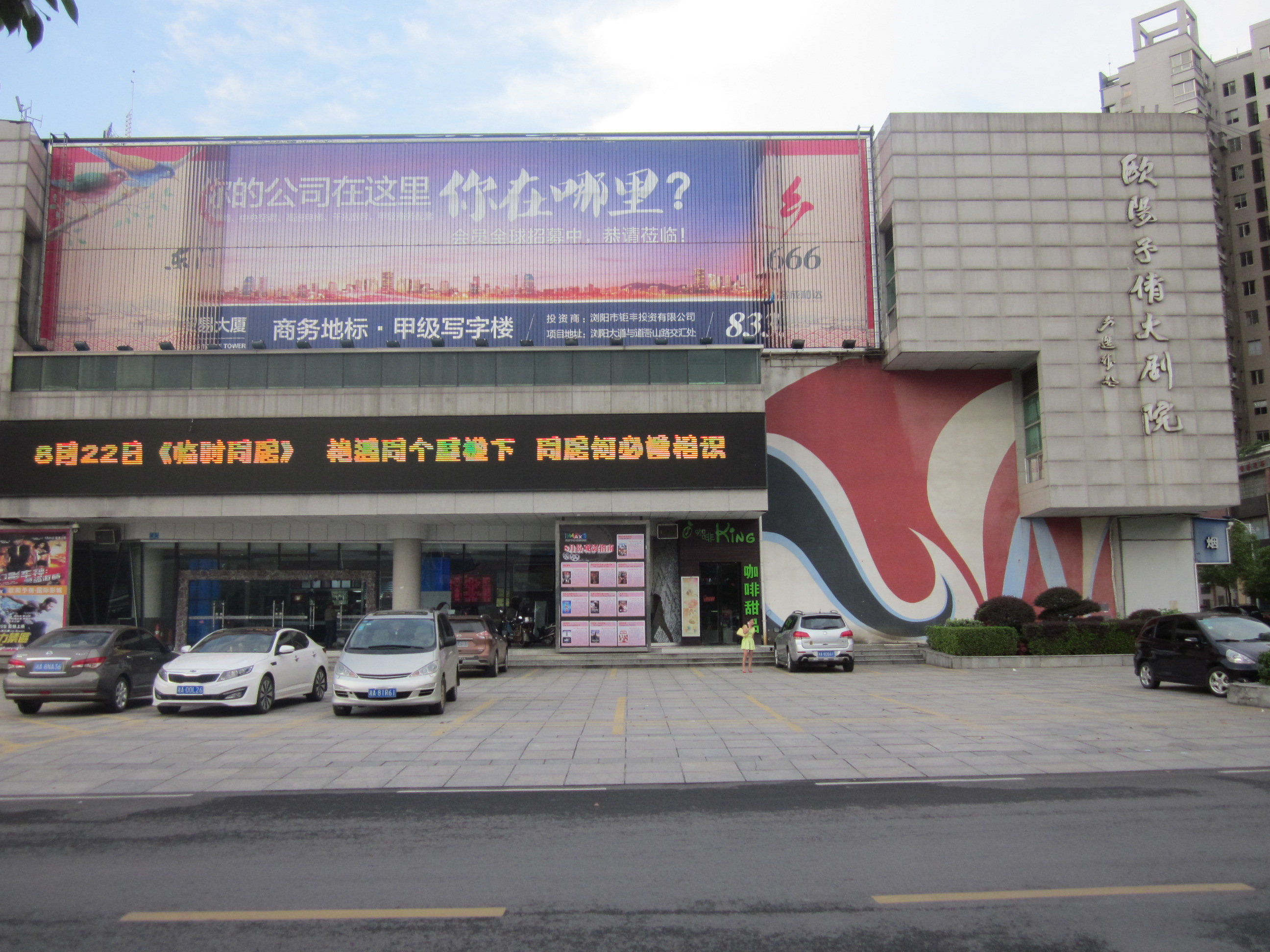
欧阳予倩大剧院。

欧阳予倩大剧院是中华人民共和国湖南省浏阳市市区的一个剧院。该剧院以浏阳市出身的中国近代知名戏剧家、中国话剧艺术的奠基人、中央戏剧学院的创始人欧阳予倩的名字命名。欧阳予倩大剧院是浏阳市文化产业的窗口单位、长沙市文化产业基地。它隶属于欧阳予倩大剧院文化产业发展有限责任公司。欧阳予倩大剧院始建于2002年。欧阳予倩大剧院的总占地面积20.5亩，总建筑面积15000平方米。

## 配套设施
- 欧阳予倩国际影城
- 夜巢酒吧
- 万利国际娱乐会所
- 葵亥演艺娱乐公司（浏阳河之夜周末剧场）
- 欧阳予倩文化艺术培训中心
- 欧阳予倩艺术茶馆

## 周边环境
- 浏阳河
- 天马山